# Value in use
Der Value in use (deutsch Nutzungswert) ist in der internationalen Rechnungslegung IFRS der Barwert eines Vermögenswerts, der sich aus den geschätzten zukünftigen Cashflows dieses Vermögenswerts zuzüglich des Restwerts zum Ende der Nutzungsdauer, vermindert um die Veräußerungskosten, ergibt.
Sowohl die Bewertungsvorschriften IFRS als auch die US GAAP kennen den Nutzungswert (englisch value in use) als eine Wertkonvention bei Vermögenswerten, die einem Unternehmen für deren betriebliche Nutzung zur Verfügung stehen und zu künftigen Einnahmen führen. 
Während der fair value ein objektiver Marktwert darstellt, ist der value in use ein subjektiver Bewertungsansatz, der den individuellen Nutzen für das Unternehmen widerspiegelt. So weist zum Beispiel ein alter Lastwagen für eine Kohlenhandlung möglicherweise einen recht hohen Gebrauchswert (value in use) auf, während der objektive Marktwert des Wagens (fair value) vergleichsweise gering sein kann.
Erwirbt ein Unternehmen die Vermögenswerte A und B (Marktwert jeweils 1 Mio. €) für insgesamt 6 Mio. €, sind A und B mit jeweils 3 Mio. € ihrem Value in use (dem individuellen Wert für das erwerbende Unternehmen) entsprechend anzusetzen (keine Business Combination im Sinne von IFRS 3; Ansatz zum Value in use gemäß IFRS 3.2 (b)). Erwirbt das Unternehmen hingegen das andere Unternehmen, das die Vermögenswerte A und B besitzt (Marktwert wiederum jeweils 1 Mio. €), sind die Vermögenswerte mit ihrem Fair Value (Marktwert) von jeweils 1 Mio. € entsprechend anzusetzen. Der Differenzbetrag in Höhe von 4 Mio. € ist der individuelle Goodwill des erwerbenden Unternehmens (Business Combination im Sinne von IFRS 3, Ansatz zum Fair Value). 
Dieser Value in use ist ein unternehmensspezifischer Wert und deshalb eine wesentlich subjektivere Bewertungsgröße als der Fair Value. Der Fair Value ist dagegen ein (tatsächlicher oder fingierter) objektiver Markt- bzw. Zeitwert, bei dessen Ermittlung von spezifischen Gegebenheiten des Unternehmens zu abstrahieren und auf allgemeine Marktbedingungen abzustellen ist. Hierin unterscheidet sich der Fair Value vom (internen) Value in use.